# 向井美惠
向井 美惠（むかい よしはる、1952年3月8日 - ）は、日本の歯科医師・歯学者。昭和大学口腔衛生学講座教授、昭和大学口腔ケアセンター長。日本障害者歯科学会理事長。

## 経歴
1973年大阪歯科大学卒業後、東京医科歯科大学歯学部小児歯科学講座助手、昭和大学小児歯科学教室助手、講師、同大学口腔衛生学教室助教授を経て1997年より現職。
1989年、昭和大学より歯学博士の学位を得る。論文の題は「咀嚼運動時における口唇の動きに関する研究-ビデオ画像による運動解析- 」。

## 著作
- 金子芳洋、向井美惠、尾本和彦 著、金子芳洋 編『食べる機能の障害 その考え方とリハビリテーション』医歯薬出版、1987年6月。ISBN 978-4-263-21185-4。
- 向井美惠 編『食べる機能をうながす食事 摂食障害児のための献立，調理，介助』医歯薬出版、1994年6月。ISBN 978-4-263-23152-4。
- 向井美惠 他 著、二木, 武、帆足, 英一; 川井, 尚 ほか 編『新版 小児の発達栄養行動 摂食から排泄まで／生理・心理・臨床』医歯薬出版、1995年9月。ISBN 978-4-263-71037-1。
- 伊藤公一、高橋英登、宮地建夫、向井美惠、安井利一、小野芳明、齊藤力、鈴木尚 編『歯と口の健康百科家族みんなの健康のために』医歯薬出版、1998年7月。ISBN 978-4-263-45400-8。
- 向井美惠 他 著、日本歯科衛生士会、金沢紀子、斎藤郁子、松田智子、新庄文明、末高武彦、宮武光吉、安井利一 編『歯科保健指導ハンドブック』医歯薬出版、1998年8月。ISBN 978-4-263-45402-2。
- 森崎, 市冶郎、緒方, 克也、向井, 美惠 編『障害者歯科ガイドブック』医歯薬出版、1999年4月30日。ISBN 978-4-263-45440-4。
- 向井美惠 他 著、予防歯科臨床教育協議会、雫石聰、中村亮、坂本征三郎、渡邊達夫、竹原直道、古賀敏比古、宮﨑秀夫 編『実践予防歯科』医歯薬出版、1999年8月30日。ISBN 978-4-263-45453-4。
- 鴨井久一、向井美惠、丹羽源男、瀧口徹『歯科医師・歯科衛生士のための介護保険対応型歯科保険・医療ガイドブック』鍬谷書店、1999年10月。ISBN 978-4816010798。
- 向井美惠 編『乳幼児の摂食指導 お母さんの疑問にこたえる』医歯薬出版、2000年9月5日。ISBN 978-4-263-45484-8。
- 向井美惠 他 著、監修：飯塚喜一、森本基 編集末高武彦 編『スタンダード衛生・公衆衛生 改訂版』（第7版）学建書院、2001年3月20日。ISBN 978-4-7624-0625-6。
- 金子芳洋、向井美惠 編『摂食・嚥下障害の評価法と食事指導』医歯薬出版、2001年9月20日。ISBN 978-4-263-44127-5。
- 向井美惠 他 著、本多知行、溝尻源太郎 編『医師・歯科医師のための摂食・嚥下障害ハンドブック』（第2版）医歯薬出版、2002年9月10日。ISBN 978-4-263-21263-9。
- 向井美惠 他 著、武藤静子 編『小児栄養学』朝倉書店、2003年2月10日。ISBN 978-4-254-61041-3。
- 向井美惠 他 著、荒川, 浩久、神原, 正樹、安井, 利一 編『スタンダード口腔保健学 健康科学として考える』学建書院、2003年3月30日。ISBN 978-4-7624-0634-8。
- 向井美惠 他 著、全国歯科衛生士教育協議会 編『新歯科衛生士教本 高齢者歯科』医歯薬出版、2003年4月1日。ISBN 978-4-263-42712-5。
- 向井美惠 他 著、全国歯科衛生士教育協議会 編『新歯科衛生士教本 障害者歯科』医歯薬出版、2003年9月1日。ISBN 978-4-263-42713-2。
- 向井美惠、鎌倉やよい 編『摂食・嚥下障害の理解とケア』学研メディカル秀潤社、2003年12月30日。ISBN 978-4051521752。
- 向井美惠 他 著、佐々木, 洋、田中, 英一、菅原, 準二 編『口腔の成育をはかる 3巻 セカンドステージへのステップアップ 生活背景にあわせた解決策の提案』医歯薬出版、2004年1月10日。ISBN 978-4-263-40733-2。
- 向井美惠 他 著、植松宏 編『セミナー わかる！摂食・嚥下リハビリテーション1 評価法と対処法』医歯薬出版、2005年8月25日。ISBN 978-4-263-44881-6。
- 田角勝、向井美惠 編『小児の摂食・嚥下リハビリテーション』医歯薬出版、2006年9月10日。ISBN 978-4-263-44224-1。
- 鎌倉, やよい、熊倉, 勇美、藤島, 一郎 ほか 編『摂食・嚥下リハビリテーション』才藤栄一・向井美惠監修（第2版）、医歯薬出版、2007年9月。ISBN 978-4-263-44247-0。
- 鎌倉やよい、向井美惠 編『訪問看護における摂食・嚥下リハビリテーション 退院から在宅まで』医歯薬出版、2007年9月20日。ISBN 978-4-263-23501-0。
- 石井拓男、岡田眞人、尾﨑哲則、平田幸夫、宮武光吉、関根透、俣木志朗、宮﨑秀夫 ほか 著、石井, 拓男、岡田, 眞人; 尾﨑, 哲則 ほか 編『スタンダード社会歯科学』（第3版）学建書院、2008年3月20日。ISBN 978-4762426445。
- 荒川, 浩久、尾﨑, 哲則、神原, 正樹 ほか 編『歯科衛生士テキスト 口腔衛生学 口腔保健統計を含む』学建書院、2008年4月10日。ISBN 978-4-7624-2177-8。
- 向井美惠、山田好秋 編『歯学生のための摂食・嚥下リハビリテーション学』医歯薬出版、2008年11月10日。ISBN 978-4-263-45622-4。
- 監修:巷野悟郎、向井, 美惠、今村, 榮一 編『心・栄養・食べ方を育む乳幼児の食行動と食支援』医歯薬出版、2008年11月20日。ISBN 978-4-263-44278-4。
- 食育支援ガイドブック作成委員会、向井, 美惠、武井, 啓一 編『歯科からアプローチする食育支援ガイドブック ライフステージに応じた食べ方支援とその実践』医歯薬出版、2009年2月10日。ISBN 978-4-263-44861-8。
- 向井美惠 他 著、末高武彦、雫石聰、安井利一、前野正夫、山下喜久、廣瀬公治 編『新口腔保健学』医歯薬出版、2009年10月10日。ISBN 978-4-263-45631-6。
- 向井美惠 他 著、米満正美、小林清吾、宮﨑秀夫、川口陽子、鶴本明久 編『新予防歯科学』（第4版）医歯薬出版、2010年3月25日。ISBN 978-4-263-45637-8。
- 向井美惠、鎌倉やよい『摂食・嚥下障害ベストナーシング』学研メディカル秀潤社、2010年7月25日。ISBN 978-4780910223。
- 向井美惠、弘中祥司、舘村卓、綾野理加、近藤和泉 著、日本摂食・嚥下リハビリテーション学会、馬場, 尊; 田角, 勝 ほか 編『日本摂食・嚥下リハビリテーション学会eラーニング対応 第6分野 小児の摂食・嚥下障害』医歯薬出版、2010年9月10日。ISBN 978-4-263-44861-8。
- 加藤初枝、今井久美子、井桁容子、向井美惠『子どもの気持ちがよくわかる 食べない子が食べてくれる幼児食』女子栄養大学出版部、2010年11月20日。ISBN 978-4789517225。
- 金子芳洋、馬場尊、山田好秋、向井美惠、水上美樹、植田耕一郎、植松宏、佐藤陽子、江川広子 編『歯科衛生士のための摂食・嚥下リハビリテーション』監修 日本歯科衛生士会、医歯薬出版、2011年4月10日。ISBN 978-4-263-42173-4。

## 所属団体
- 日本歯科医学会 常任理事[6]
- 日本障害者歯科学会 理事長[2]
- 日本口腔衛生学会 理事[7]
- 日本摂食・嚥下リハビリテーション学会 理事[8]
- 日本歯科医学教育学会 評議員[9]
- 日本小児歯科学会[8]
- 日本補綴歯科学会[8]
- 日本口蓋裂学会[8]
- 日本老年歯科医学会[8]
- 日本リハビリテーション医学会[8]
- 日本小児保健学会[8]
- 日本小児保健協会
- 昭和歯学会 理事[10]
- International Association of Dentistry for the Handicapped [8]
- ライオン歯科衛生研究所 評議員[11]